# 普拉特爾·喬希
普拉特爾·喬希（Pratul Joshi，1994年11月27日—），印度男子羽毛球運動員。

## 簡歷
2016年10月，普拉特爾·喬希出戰巴林羽毛球國際挑戰賽男子單打項目，在決賽以2比1的成績（21-17、12-21、21-15）擊敗隊友阿迪亞·喬希，奪得個人生涯中首個冠軍。

## 主要比賽成績
| 年份   | 賽事                 | 公開賽級別 | 項目     | 成績 |
| ------ | -------------------- | ---------- | -------- | ---- |
| 2011年 | 亞洲青年羽毛球錦標賽 | 其他       | 混合團體 | 季軍 |
| 2015年 | 巴林羽毛球國際系列賽 | 國際系列賽 | 男子單打 | 亞軍 |
| 2016年 | 巴林羽毛球國際挑戰賽 | 國際挑戰賽 | 男子單打 | 冠軍 |

| 2007-2017年 | 首要超級賽 | 超級賽 | 黃金大獎賽 | 大獎賽 | 國際挑戰賽 | 國際系列賽 | 未來系列賽 | 其他 |

| 2018-2026年 | 總決賽 | 超級1000賽 | 超級750賽 | 超級500賽 | 超級300賽 | 超級100賽 | 國際挑戰賽 | 國際系列賽 | 未來系列賽 | 其他 |